# Tytus Czyżewski
Tytus Czyżewski (Przyszowa, 28 dicembre 1885 – Cracovia, 5 maggio 1945) è stato uno scrittore e pittore polacco.

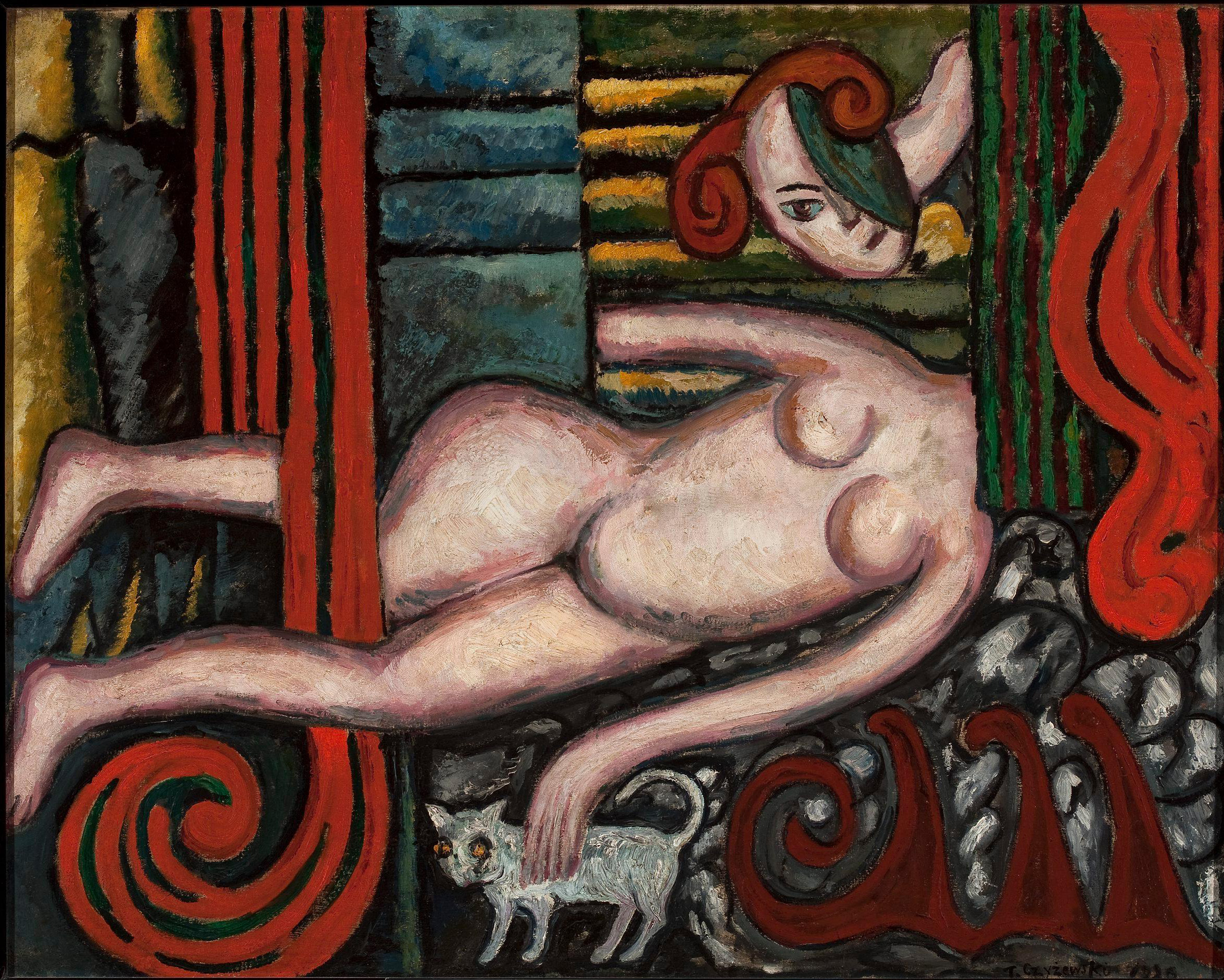
Tytus Czyżewski, Akt z kotem, 1920, Museo nazionale di Varsavia

Czyżewski fu tra i fondatori del movimento poetico e artistico del formismo.

## Raccolte di versi
Opere influenzate dalle correnti europee d'avanguardia:
- Zielone oko, elektryczne wizje - Occhio verde, visioni elettriche - 1920
- Noc-Dzień, mechaniczny instynkt elektryczny - Notte-Giorno, istinto elettrico meccanico - 1922

Elaborazioni di motivi popolari:
- 1935: Pastorałki - Pastorali
- 1936: Lajkonik w chmurach - Lajkonik nelle nuvole

### Opere teatrali
- 1907: Śmierć fauna - Morte di un fauno
- 1922: Osioł i słońce w metamorfozie - L'asino ed il sole in metamorfosi
- 1922: Wąż, Orfeusz i Eurydyka - Il serpente, Orfeo ed Euridice